# Rio Bistra (Barcău)
O Rio Bistra é um rio da Romênia afluente do Rio Barcău, localizado no distrito de Bihor.